# Сексуальные движения
«Сексуальные движения» (англ. Hot Moves) — американская молодёжная комедия Джима Сотоса 1984 года.

## Сюжет
Начинаются летние каникулы. Четверо друзей (Майкл, Барри, Джоуи и Скотти) очень обеспокоены тем фактом, что у них ещё никогда не было сексуальных отношений с девушками, а поскольку это последнее лето перед выпускным классом, друзья решают во что бы то ни стало потерять девственность именно этим летом. Из всей компании девушка есть только у Майкла, который уже полгода встречается с Джули Энн, которая, однако, совершенно не спешит переходить на более интимный уровень отношений. Джули Энн стремится к прочным отношениям, и навязчивость Майкла ей не нравится. Майкл раздражается и решает найти себе кого-нибудь посговорчивее, сама же Джули Энн начинает общаться со спасателем.
Мальчики ездят подсматривать за девочками на нудистский пляж, посещают секс-шоп, чтобы купить презервативы. Поначалу всем кажется, что первому повезёт толстячку Барри, на которого обращает внимание официантка из боулинга, фанатка плюшевых медведей. Однако Барри случайно поджигает её дом. Скотти, разнося газеты, также знакомится с женщиной, которая приглашает его к себе, но на деле оказывается трансвеститом. Джоуи уже даже согласен потерять девственность с проституткой, но за проститутку он принимает обычную женщину, стоящую на остановке. Настоящие же проститутки с Голливудского бульвара либо вообще не хотят с ними связываться, либо просят большую цену.
Летние каникулы подходят к концу. Брат Майкла предлагает тому попробовать позвонить пляжной красотке Хайди, с которой Майкл уже несколько раз сталкивался на пляже. Майкл решается позвонить ей и пригласить на свидание. Хайди приводит своих подруг, и никто из мальчиков не оказывается обделён женским вниманием. При этом сам Майкл в последний момент сбегает от Хайди, поскольку не может выбросить из головы Джули Энн. Он отправляется к ней и очень кстати спасает от пляжного качка, который навязчиво к ней пристаёт. Пара воссоединяется.

## В ролях
- Майкл Зорек — Барри
- Адам Силбар — Майкл
- Джефф Фишман — Джоуи
- Джонни Тимко — Скотти
- Джилл Шолен — Джули Энн
- Дебора Рихтер — Хайди
- Моник Габриэль — Бабс
- Тами Холбрук — Сисси
- Гейл Ганнес — Джейми
- Хезер Линг — Робин
- Кларк Джарретт — Роджер
- Керри Нунан — Венди
- Роджер Роуз — Клифф
- Дэвид Кристофер — трансвестит
- Вёрджил Фрай — продавец в секс-шопе
- Джерри Марен — хозяин аттракциона
- Бринк Стивенс — обнажённая девушка, бегущая по пляжу / девушка, читающая книгу (в титрах не указана)

## Рецензии
Фильм не имел успеха в прокате. Был раскритикован как скучный, изобилующий избитыми шутками и не имеющий внятной актёрской игры.
В своей ретроспективной рецензии обозреватель сайта Blu-ray.com пишет, что это «одна из тех очень малобюджетных молодёжных комедий, которые как раз подходят для того, чтобы просто потратить полтора часа, когда вы испытываете ностальгию по 1980-м, но не хотите пересматривать классику той эпохи». При этом он отмечает, что хотя сюжет фильма и имеет некоторую вульгарность, она не идёт ни в какое сравнение с тем, во что молодёжные комедии превратились сейчас: «это очень малобюджетная молодёжная комедия 1980-х годов, которая не относится к той же категории, что и „Мальчишник“ (1984), „Ох уж эта наука!“ (1985) или даже „Влипли!“ (1982), но это значительно превосходящая альтернатива фильму „Секса не будет!!!“ (2018)». Другие обозреватели назвали фильм своеобразной «капсулой времени» из 1980-х из-за большого количества пляжных зарисовок, снятых в районе Венис, с брейкдансерами, скейтерами, роллерами, бодибилдерами и прочей пляжной публикой того времени.